# Martha Hughes Cannon
Martha Maria Hughes Cannon (1er juillet 1857 - 10 juillet 1932) est un médecin, féministe, suffragette américaine. En 1896, elle est élue sénatrice de l'Utah, devenant ainsi la première femme des États-Unis à occuper cette fonction politique.

## Famille, long voyage et études
Martha Maria, née à Llandudno dans le pays de Galles, est la fille d'Elizabeth Evans et du charpentier Peter Hughes. La famille, sans doute influencée par un proche, se convertit à la foi de l'Église de Jésus-Christ des saints des derniers jours (LDS Church) et décide d'émigrer aux États-Unis, vers la « terre promise » des Mormons, l'Utah.
Les Hughes avec leurs filles Mary (4 ans) et Martha (2 ans) embarquent sur un navire à destination de New York. Les conditions de voyage épouvantables à cette époque et la promiscuité à bord ont rendu Peter Hughes sérieusement malade, incapable de travailler. La famille qui s'est agrandie d'une fille, Annie, se retrouve presque sans le sou. Elle reçoit alors l'aide de l'Église pour entreprendre son voyage vers l'Utah. Ce sont à nouveau des conditions de voyage terribles, un convoi de chariots, à travers les Grandes Plaines et les montagnes qui ont raison de la petite Annie (vingt-et-un mois) et qui, petit à petit, finissent de ruiner la santé de Peter Hughes. La mort de sa petite sœur a fortement impressionné Martha et est à l'origine de sa vocation pour la carrière médicale. Le 13 septembre 1861, le convoi arrive à Salt Lake City et trois jours plus tard, Peter Hughes meurt.
Treize mois plus tard la mère de Martha se remarie avec James Patten Paul, veuf lui aussi. Dès l'âge de quatorze ans, Martha devient institutrice de classes élémentaires. Elle fait ensuite un apprentissage de typographe et travaille pour le journal Deseret News et le magazine Woman's Exponent. En 1878, elle obtient son diplôme de chimie à l'université du Deseret, puis part étudier la médecine à l'université du Michigan. Elle est la seule femme de sa promotion à obtenir son diplôme de médecine en 1880. Pendant une année, elle pratique la médecine à Algonac, puis part étudier la pharmacie à l'université de Pennsylvanie, où elle obtient un Bachelor of Science dans cette matière en 1882.

## Carrière

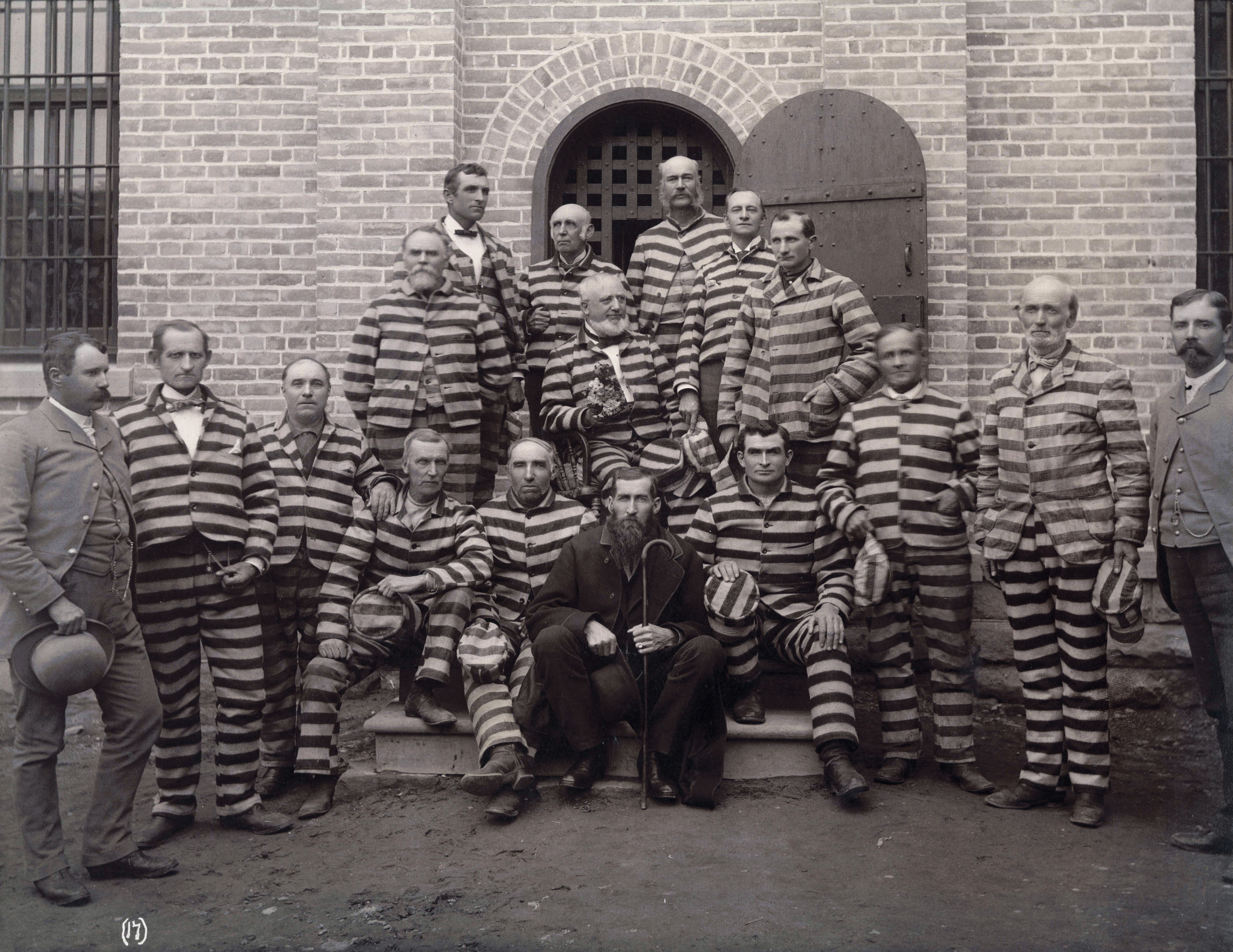
Portrait de polygames mormons au pénitencier de l'Utah par Charles Roscoe Savage, en 1889.

Martha Hughes rentre à Salt Lake City, où elle devient médecin résident du Deseret Hospital qui vient tout juste d'être fondé en 1882. Le 6 octobre 1884, elle épouse Angus Munn Cannon, directeur de l'hôpital et l'un des dirigeants de la LDS Church qui a trente-deux ans de plus qu'elle. Elle devient la quatrième de ses six épouses et va lui donner trois enfants. En avril 1886, Martha Cannon doit s'exiler sous la pression d'agents du gouvernement fédéral des États-Unis. Elle doit fuir les marshals qui tentent de l'arrêter pour son mariage plural avec Angus (l'abandon du mariage plural n'est décidé qu'en 1890 par Wilford Woodruff). Elle craint également d'avoir à témoigner contre d'autres suspects, détenant des informations de par sa pratique d'obstétricienne. En 1885, elle écrit:
« Je suis par conséquent considérée comme un témoin important, et s'il peut être prouvé que ces enfants sont venus au monde, leur père sera envoyé en prison pour cinq (5) ans. ... Pour moi, c'est une affaire sérieuse que d'être la cause de l'emprisonnement d'un père ayant de nombreux petits enfants à charge, que ces enfants aient été engendrés par la même ou par différentes mères - le fait est qu'ils ont tous une petite bouche qui doit être nourrie. »
Pendant deux ans, Martha et sa fille Elizabeth Rachel, née en 1885, vivent en Angleterre, Suisse et dans le Michigan avant de rentrer à Salt Lake City en juin 1888,. La correspondance, récemment publiée entre Martha et son mari pendant cette période donne un aperçu de la vie des polygames en Utah au XIXe siècle et de leurs tentatives pour vivre cachés des autorités fédérales jusqu'à l'abolition de cette pratique. Martha Hughes Cannon écrit à ce sujet pendant son exil : « Je préférerais être une étrangère dans un pays étranger et pouvoir sortir la tête haute parmi mes semblables que d'être une moucharde prisonnière chez moi. »

### Politique et promotion des femmes
Après 1888, Martha Hughes Cannon reprend sa pratique médicale à Salt Lake City et enseigne les soins infirmiers dans une école fondée au sein du Deseret Hospital. Cette école va être plus tard intégrée à la faculté de médecine de l'Université d'Utah. Elle s'investit au sein de l’Utah Equal Suffrage Association et dans le mouvement national pour le suffrage féminin. Le législatif de l'Utah avait accordé le droit de vote et d'éligibilité des femmes, en 1870, mais en 1887, le Congrès des États-Unis vote une loi, le Edmunds–Tucker Act qui abroge ce droit. Cette loi qui comporte d'autres mesures coercitives est promulguée afin de punir l'Utah et à travers lui la LDS Church qui autorise la polygamie. Cannon est conférencière invitée et membre de la délégation de l'Utah à la World's Columbian Exposition de 1893 à Chicago. Elle se rend à Washington DC, en 1898, pour défendre, devant une commission parlementaire, l'octroi du droit de vote pour les femmes au niveau fédéral. Cannon estime que l'éducation et le service à la collectivité sont d'une importance vitale pour les femmes, en déclarant:
« Quelque part en moi, je sais que les femmes qui restent continuellement chez elles ont les foyers les plus déplaisants qui soient. Donnez-moi une femme qui pense à autre chose qu'aux cuisinières, cuves à lessive et layette, et je vous montrerai, neuf fois sur dix, une mère accomplie. »
Dès 1896, une clause de la nouvelle Constitution de l’État rétablit le droit de vote des femmes en l'Utah. Lors d'une élection très médiatisée, Martha Hughes Cannon est l'un des cinq démocrates candidats au poste de sénateur de l’État pour le comté de Salt Lake. La militante féministe Emmeline B. Wells et le propre mari de Martha, Angus Cannon, font partie des candidats républicains qui lui sont opposés.
La presse commente cette campagne électorale entre mari et femme. Dans le démocrate Salt Lake Herald, on peut lire à propos d'Angus M. Cannon: « Contre lui nous n'avons pas un mot à dire, si ce n'est que Mme Martha Cannon est le meilleur des deux hommes. Envoyez Mme Canon au Sénat de l'État et laissez M. Canon, un républicain, à la maison pour s'occuper du ménage ». Ce à quoi la républicaine Salt Lake Tribune réplique: « Nous ne voyons rien d'autre à faire pour Angus M. que de rentrer chez lui, casser un bouquet sur la tête de Mme Cannon pour montrer sa supériorité, à moins qu'il n'aille au bureau du Herald et casse une chaise sur la tête de l'homme qui a écrit cet article perturbateur de la paix civile ». L'élection agite également la presse nationale, dans le New York Times, il est écrit que Martha Cannon « a montré sa totale indépendance en refusant de suivre les convictions politiques de son mari qui est l'un des plus fervents républicains de l'État ».

### Sénatrice
Cette année là, à Salt Lake City, sur 17 631 électeurs inscrits, 9 035 sont des femmes. Dix candidats s'affrontent pour cinq sièges de sénateurs à pourvoir. Le 3 novembre 1896, après le dépouillement des bulletins, Martha arrive en cinquième position et Angus septième. Elle est sénatrice de l'Utah et première femme des États-Unis à occuper une telle fonction politique.
Martha Hughes Cannon est réélue pour une seconde législature le 8 novembre 1898. Elle accomplit un travail parlementaire remarquable, en particulier dans le domaine de la santé publique. Elle organise le financement de bourses destinées aux étudiants sourds et muets. Elle obtient la création d'une commission d'État chargée de la  santé (Utah Board of Health) et une loi réglementant les conditions de travail des femmes et des filles, An Act to Protect the Health of Women and Girl Employees. Elle ne perd au sénat que sur l'une de ses propositions de loi, celle destinée à l'enseignement dans les écoles publiques, des effets des boissons alcooliques et narcotiques sur le corps humain, An Act Providing for the Teaching in the Public Schools of the Effects of Alcoholic Drinks and Narcotics on the Human System. Martha met au monde son troisième enfant, Gwendolyn, lors de son second mandat de sénatrice, le 17 avril 1899.

### Fin de carrière
La naissance de sa fille après l'abandon du mariage plural décidé, en 1890, par Wilford Woodruff, fait scandale. Alors qu'elle est pressentie pour représenter l'Utah au Sénat des États-Unis, cet évènement marque malheureusement la fin de sa carrière politique. Lorsqu'elle termine son mandat, elle reprend sa pratique de médecin. Le gouverneur Heber Manning Wells la nomme membre de l’Utah Board of Health qui a été créé grâce à son travail parlementaire. Martha Cannon poursuit son combat de militante des droits de la femme, elle fait, par exemple, un discours, en 1898, à Washington, lors de la convention commémorant le cinquantième anniversaire de la Declaration of Rights and Sentiments de Seneca Falls, la première convention des droits de la femme aux États-Unis. Elle devient membre du conseil d'administration de l'école d'État pour les sourds-muets, Utah State School for the Deaf and Dumb et vice-présidente de l'American Congress of Tuberculosis, en 1902,. Après la mort de son époux, en 1915, elle part s'installer près de son fils, James Hughes, à Los Angeles, où elle travaille à la Graves Clinic et au département d'orthopédie du General Hospital. Martha Hughes Cannon meurt le 10 juillet 1932, à Los Angeles, après avoir subi une opération. Ses obsèques ont lieu à Salt Lake City, dans l'église où elle avait enseigné à l'école du dimanche et où des fonds avaient été récoltés pour lui permettre d'étudier la médecine.